# LMAN2
LMAN2 (англ. Lectin, mannose binding 2) – білок, який кодується однойменним геном, розташованим у людей на короткому плечі 5-ї хромосоми.  Довжина поліпептидного ланцюга білка становить 356 амінокислот, а молекулярна маса — 40 229.
| 10         |  | 20         |  | 30         |  | 40         |  | 50         |
| ---------- |  | ---------- |  | ---------- |  | ---------- |  | ---------- |
| MAAEGWIWRW |  | GWGRRCLGRP |  | GLLGPGPGPT |  | TPLFLLLLLG |  | SVTADITDGN |
| SEHLKREHSL |  | IKPYQGVGSS |  | SMPLWDFQGS |  | TMLTSQYVRL |  | TPDERSKEGS |
| IWNHQPCFLK |  | DWEMHVHFKV |  | HGTGKKNLHG |  | DGIALWYTRD |  | RLVPGPVFGS |
| KDNFHGLAIF |  | LDTYPNDETT |  | ERVFPYISVM |  | VNNGSLSYDH |  | SKDGRWTELA |
| GCTADFRNRD |  | HDTFLAVRYS |  | RGRLTVMTDL |  | EDKNEWKNCI |  | DITGVRLPTG |
| YYFGASAGTG |  | DLSDNHDIIS |  | MKLFQLMVEH |  | TPDEESIDWT |  | KIEPSVNFLK |
| SPKDNVDDPT |  | GNFRSGPLTG |  | WRVFLLLLCA |  | LLGIVVCAVV |  | GAVVFQKRQE |
| RNKRFY     |  |            |  |            |  |            |  |            |

A: Аланін

C: Цистеїн

D: Аспарагінова кислота

E: Глутамінова кислота

F: Фенілаланін

G: Гліцин

H: Гістидин

I: Ізолейцин

K: Лізин

L: Лейцин

M: Метіонін

N: Аспарагін

P: Пролін

Q: Глутамін

R: Аргінін

S: Серин

T: Треонін

V: Валін

W: Триптофан

Задіяний у таких біологічних процесах як транспорт, транспорт білків. 
Білок має сайт для зв'язування з іонами металів, іоном кальцію, лектинами. 
Локалізований у мембрані, ендоплазматичному ретикулумі, апараті Гольджі.